# 100 mètres dos féminin aux championnats du monde de natation 2024
Cet article traite de l'épreuve féminine. Pour la compétition masculine, voir 100 mètres dos masculin aux championnats du monde de natation 2024.
Le 100 mètres dos féminin est une épreuve de natation sportive des championnats du monde de natation 2024. Elle a lieu les 12 et 13 février 2024 à Doha au Qatar.

## Records
Avant cette compétition, les records dans cette discipline étaient :
| Record du monde       | 57 s 45 | Kaylee McKeown | 13 juin 2021    | Adélaïde, Australie |
| Record du championnat | 57 s 53 | Kaylee McKeown | 25 juillet 2023 | Fukuoka, Japon      |

## Résultats détaillés
Les 16 meilleurs temps se qualifient pour les demi-finales (Q), puis les 8 meilleurs demi-finalistes passent en finale (F).

### Séries
| Rang | Série | Ligne | Nageuse | Pays | Temps | Commentaire |
| ---- | ----- | ----- | ------- | ---- | ----- | ----------- |
| 1    |       |       |         |      |       | Q           |
| 2    |       |       |         |      |       | Q           |
| 3    |       |       |         |      |       | Q           |
| 4    |       |       |         |      |       | Q           |
| 5    |       |       |         |      |       | Q           |
| 6    |       |       |         |      |       | Q           |
| 7    |       |       |         |      |       | Q           |
| 8    |       |       |         |      |       | Q           |
| 9    |       |       |         |      |       | Q           |
| 10   |       |       |         |      |       | Q           |
| 11   |       |       |         |      |       | Q           |
| 12   |       |       |         |      |       | Q           |
| 13   |       |       |         |      |       | Q           |
| 14   |       |       |         |      |       | Q           |
| 15   |       |       |         |      |       | Q           |
| 16   |       |       |         |      |       | Q           |
| 17   |       |       |         |      |       |             |
| 18   |       |       |         |      |       |             |
| 19   |       |       |         |      |       |             |
| 20   |       |       |         |      |       |             |
| 21   |       |       |         |      |       |             |
| 22   |       |       |         |      |       |             |
| 23   |       |       |         |      |       |             |
| 24   |       |       |         |      |       |             |
| 25   |       |       |         |      |       |             |

### Demi-finales
| Rang | Série | Ligne | Nageuse             | Pays                                                                          | Temps   | Commentaire |
| ---- | ----- | ----- | ------------------- | ----------------------------------------------------------------------------- | ------- | ----------- |
| 1    | 2     | 4     | Claire Curzan       | États-Unis                                                                    | 58.73   | F           |
| 2    | 1     | 4     | Ingrid Wilm         | Canada                                                                        | 59.55   | F           |
| 3    | 1     | 5     | Jaclyn Barclay      | Australie                                                                     | 59.83   | F           |
| 4    | 2     | 5     | Iona Anderson       | Australie                                                                     | 59.94   | F           |
| 5    | 2     | 3     | Lauren Cox          | Royaume-Uni                                                                   | 1:00.03 | F           |
| 6    | 1     | 6     | Kira Toussaint      | Pays-Bas                                                                      | 1:00.37 | F           |
| 7    | 1     | 3     | Kathleen Dawson     | Royaume-Uni                                                                   | 1:00.40 | F           |
| 8    | 2     | 2     | Maaike de Waard     | Pays-Bas                                                                      | 1:00.68 | F           |
| 9    | 2     | 6     | Carmen Weiler       | Espagne                                                                       | 1:00.81 |             |
| 10   | 2     | 1     | Camila Rebelo       | Portugal                                                                      | 1:00.91 |             |
| 11   | 1     | 2     | Adela Piskorska     | Pologne                                                                       | 1:00.99 |             |
| 12   | 1     | 7     | Anastasiya Shkurdai | NIAWorld Aquatics : Neutral Independent Athletes (athlète neutre indépendant) | 1:01.24 |             |
| 13   | 2     | 8     | Gabriela Georgieva  | Bulgarie                                                                      | 1:01.42 |             |
| 14   | 1     | 8     | Stephanie Au        | Hong Kong                                                                     | 1:01.50 |             |
| 15   | 2     | 7     | Hanna Rosvall       | Suède                                                                         | 1:01.67 |             |
| 16   | 1     | 1     | Francesca Pasquino  | Italie                                                                        | 1:01.68 |             |

### Finale
| Rang               | Ligne | Nageuse         | Pays        | Temps        |
| ------------------ | ----- | --------------- | ----------- | ------------ |
| Médaille d'or      | 4     | Claire Curzan   | États-Unis  | 58 s 29      |
| Médaille d'argent  | 6     | Iona Anderson   | Australie   | 59 s 12      |
| Médaille de bronze | 5     | Ingrid Wilm     | Canada      | 59 s 18      |
| 4                  | 3     | Jaclyn Barcley  | Australie   | 59 s 28      |
| 5                  | 2     | Lauren Cox      | Royaume-Uni | 59 s 60      |
| 6                  | 1     | Kathleen Dawson | Royaume-Uni | 1 min 0 s 42 |
| 7                  | 8     | Maaike de Waard | Pays-Bas    | 1 min 0 s 64 |
| 8                  | 7     | Kira Toussaint  | Pays-Bas    | 1 min 0 s 73 |